# Lee Min-sung
Dans ce nom coréen, le nom de famille, Lee, précède le nom personnel.
Lee Min-sung né le 23 juin 1973 à Gwangmyeong (Corée du Sud) est un footballeur sud-coréen.